# استان آنکونا
استان آنکونا (به ایتالیایی: Province of Ancona) استانی در منطقه مارکه در مرکزایتالیاست. این استان همنام با شهر مرکزیش می باشد ، و با دریای آدریاتیک هم-مرز است.
مشهورترین محصول کشاورزی قارچ دنبلان سیاه است. 
سواحل سیرولو و نومانا و غار فراساسی از مهمترین جاذبه‌های گردشگری آن هستند. 

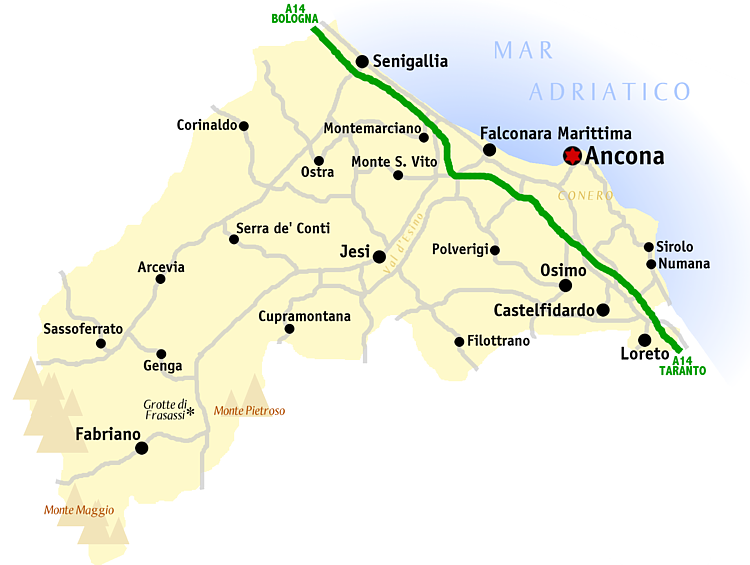